# Wyścig na dno
Wyścig na dno (z ang. race to the bottom) – termin określający fenomen stałego pomniejszania świadczeń społecznych wywołanych wymuszonym przez międzynarodową konkurencję stałym obniżaniem podatków. W długim okresie ma to prowadzić do rosnącej biedy i przemieszczaniem się osób z nizin społecznych do krajów, które jako ostatnie nie ograniczały świadczeń społecznych, a w rezultacie zmuszając nawet te kraje do zniesienia ich.

## Wyścig na dno a teoria gier
Problem wyścigu na dno, z perspektywy teorii gier, może zostać wyjaśniony za pomocą dylematu więźnia. Dylemat więźnia opisuje przypadek, gdy optymalny rezultat dla całej grupy jest wynikiem współpracy jednostek biorących udział w grze. Rezultat ten jest jednak zagrożony przez fakt, że optymalny wynik dla pojedynczego gracza ma miejsce w przypadku, gdy gracz zrywa współpracę, podczas gdy inni nadal ze sobą współpracują. 
Ekonomicznym przykładem „wyścigu na dno” jest konkurencja podatkowa pomiędzy państwami. Każde państwo zauważa zyski z posiadania wysokiego CIT w celu wyrównywania pozycji pracodawców i pracowników w społeczeństwie. Z drugiej strony, każde państwo indywidualnie może zyskać ustanawiając niższy CIT niż inni, zwiększając tym samym swoją atrakcyjność dla zagranicznych firm, zachęcając je do osiedlenia się na własnym terytorium. Takie działanie jest szkodliwe dla każdego innego państwa. By zachować równowagę, inne państwa muszą też obniżyć CIT (co odbija się na wyrównywaniu pozycji pracowników i pracodawców). Optymalnym rozwiązaniem dla wszystkich byłaby umowa zakładająca stałe, równe stawki podatkowe.

## Występowanie i ograniczenia
Gonitwa na dno natrafia na trudności w postaci kosztów przemieszczania kapitału między krajami, uruchamiania produkcji w nowych miejscach itd. Istotną rolę odgrywa także konieczność porzucenia już wykwalifikowanej kadry pracowniczej, odległość w nowym miejscu do bogactw naturalnych, czy infrastruktura. 
Zjawisko to może występować w obrębie państw, np. między różnymi stanami, czy województwami, które także są konkurentami, jeśli chodzi o zachęcanie firm do założenia siedziby na swoim terytorium. W przypadku takim władza państwowa może interweniować, zapobiegać wyścigowi, efektywniej, niż to ma miejsce w przypadku międzynarodowym.
W rzeczywistości, wyścigi na dno występują rzadziej, niż miało to miejsce w przewidywaniach krytyków globalizacji. Państwa często decydują się podtrzymać istniejący system podatkowy, nawet jeżeli oznacza to pewne straty na rzecz rajów podatkowych.

## Wnioski
W swoim początkowym stadium wyścig na dno może mieć pozytywne oddziaływanie na wszystkie państwa, gdyż pomaga zwalczać nadmierne obciążenia podatkowe. W długim okresie prowadzi jednak do tak znacznego obniżenia wpływów do budżetu, że państwo nie jest w stanie stać na straży przestrzegania pewnych standardów pracowniczych, czy nie ma możności ufundowania jakichkolwiek świadczeń społecznych bądź zwalczania efektów zewnętrznych.
Według tej teorii wyścigi na dno ograniczają także w pewnym stopniu zakres możliwości instytucji rządowych państwa, gdyż zabierana jest im możliwość wprowadzenia ustaw poszerzających prawa pracownicze, czy ochronę środowiska, w stopniu większym niż ma to miejsce u państw ościennych.
Niektórzy ekonomiści uważają, że zjawisko to nie musi prowadzić do dalszego zubożenia osób z nizin społecznych, a wręcz przeciwnie. Niższe obciążenia podatkowe oznaczają dla firmy niższe koszty, a to z kolei implikuje niższe ceny produktów firmy.